# ویلیام نورمن هربرت
ویلیام نورمن هربرت (انگلیسی: William Norman Herbert؛ ۱۸۸۰ – ۲۶ آوریل ۱۹۴۹ (aged 68)) فرد نظامی اهل بریتانیا بود. وی همچنین برندهٔ جوایزی همچون نشان حمام شده‌است.